# FPGA Mezzanine Card

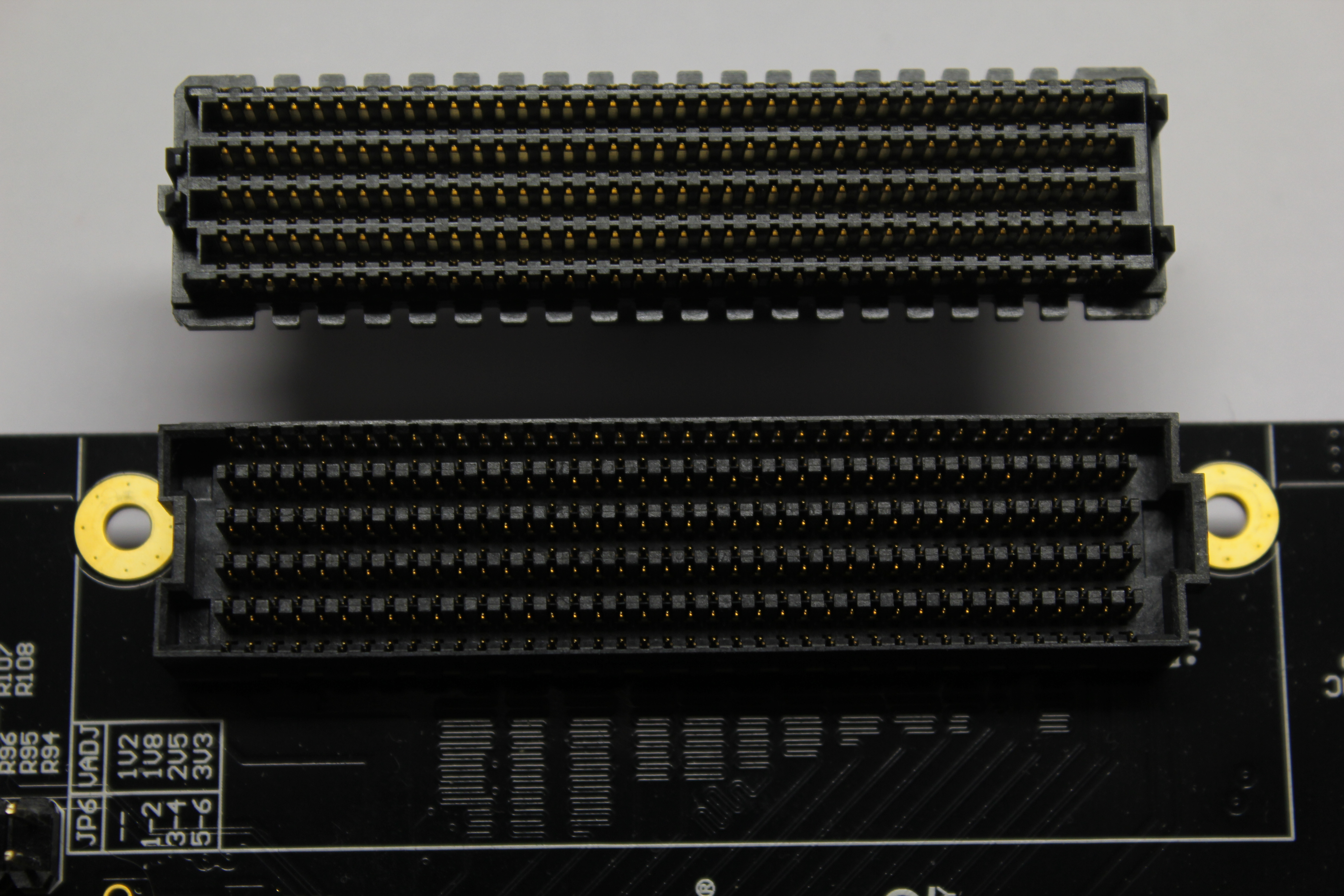
Oben: Einbaustecker einer Tochterplatine
Unten: Buchse auf einer Basisplatine

Die FPGA Mezzanine Card (FMC) ist ein speziell auf die Bedürfnisse von FPGAs ausgerichteter, als ANSI/VITA 57.1 spezifizierter Tochterkartenstandard.

## Hintergrund
FPGAs bieten eine große Bandbreite an I/O-Möglichkeiten. Moderne FPGAs unterstützen von einfachem TTL-Digital-I/O über Speicherbusse bis hin zu schnellem differentiellen I/O mit LVDS eine Vielzahl an Signalstandards. Einige Familien bieten darüber hinaus Gigabit-Transceiver, mit denen serielle Hochgeschwindigkeitsbusse wie Gigabit-Ethernet oder PCI-Express realisiert werden können.
Ist ein FPGA in einer Applikation eingebettet, geht diese Flexibilität in der Regel verloren, da die I/O-Möglichkeiten nun durch die angeschlossene Peripherie (Steckverbinder, PHYs usw.) bestimmt werden. Soll das I/O geändert werden, wird eine Überarbeitung der Hardware notwendig.
Die FPGA Mezzanine Card soll dieses Problem lösen: Die I/Os des FPGAs werden direkt an einen hochpoligen High-Speed-Steckverbinder gelegt und die gesamte I/O-Peripherie auf das FMC ausgelagert. Wenn das I/O geändert werden soll, muss nur noch die FMC getauscht werden.

## Aufbau
| Variante      | Low Pin Count | High Pin Count |
| ------------- | ------------- | -------------- |
| User I/O      | 68 bzw. 34    | 160 bzw. 80    |
| I/O Bänke     | 1             | 3              |
| Gigabit Lanes | 1             | 10             |
| Taktsignale   | 2             | 4              |

Eine FMC ist eine etwa 69 mm × 76,5 mm große Leiterplatte. Einige Einbuchtungen erlauben es, eine FMC auch auf Advanced Mezzanine Cards zu nutzen. An der Stirnseite ist eine Frontplatte angebracht, die der eines PMCs ähnelt. Als Varianten sind doppelt so breite Module und Module mit besonderen Anschlussflächen für Kühlkörper (Conduction Cooled) definiert.
Das FMC verfügt über einen High-Speed-Steckverbinder mit über 160 (Low Pin Count, LPC) oder 400 (High Pin Count, HPC) Pins. Die LPC-Variante bietet 68 frei belegbare Pins in einer Bank, die HPC-Variante 160 Pins, die in drei Bänke aufgeteilt sind. Zwei Pins können jeweils zu einem differentiellen Pärchen zusammengefasst werden. Dazu bieten LPC-Module ein Interface für Gigabit-Transceiver, HPC-Module sogar zehn.
Die spezielle Versorgungsspannung (VADJ) soll als I/O-Versorgungsspannung dienen. Die VADJ hat keinen fest definierten Wert, das FMC darf diese bestimmen. In der Regel wird die VADJ von den genutzten Signalstandards abhängen. Die von einigen Signalstandards benötigte Referenzspannung muss durch das FMC bereitgestellt werden. Die FPGA Mezzanine Card bietet durch ein EEPROM mit FRU-Informationen IPMI-Unterstützung. Hier findet sich auch ein Eintrag, welche VADJ das FMC benötigt.
Als einer der großen FPGA-Hersteller wirkte die ehemalige Firma Xilinx am FMC-Standard mit. Der Standard wurde von Xilinx aktiv propagiert, indem alle damals neuen Eval-Boards mit einem FMC-Slot ausgestattet wurden. Xilinx bot auch selbst einige FMCs an.